# Улица Ленина (Чита)
У́лица Ле́нина (до апреля 1924 г. — ул. Большая)— главная улица города Читы, проходящая от улицы Кирова, переходящей в Агинский тракт (А166), до улицы Генерала Белика. В начале XX века улица  называлась «Большая улица». По ходу улицы расположены такие объекты, как площадь Декабристов, площадь Ленина, площадь Октябрьской Революции, ПКиО. На всей протяженности улицы (кроме первых двух кварталов) и расположенной на целый квартал одноимённой, закрытой для движения автотранспорта площади, протянута троллейбусная линия.

## Дома по улице Ленина

### Нечётная сторона
- Дом № 1 — Выставочный центр «Забайкальский»
- Дом № 41 — ТД «Весна»
- Дом № 65 — Профессиональное училище № 35
- Дом № 77 — Читинский политехнический колледж
- Дом № 79 — Кинотеатр «Удокан»
- Дом № 105 — Автоматизированный переговорный пункт
- Дом № 107 — Управление Федеральной почтовой связи Забайкальского края, ОАО «Ростелеком»
- Дом № 109 — Краевая больница восстановительного лечения № 3
- Дом № 157 — Администрация Читинского района
- Дом № 159 — Читинский районный суд

### Чётная сторона
- Дом № 2 — Забайкальский краевой лицей-интернат
- Дом № 4 — Дорожная клиническая больница на ст. Чита-2
- Дом № 8 — Городская больница № 1
- Дом № 30 — Прокуратура Ингодинского района
- Дом № 56 — Забайкальский художественный салон
- Дом № 84 — Дворец Шумовых, ныне Управление ФСБ России по Забайкальскому краю
- Дом № 88 — ФГУ «Дом офицеров», Музей истории войск СибВО, ПКиО «ОДОРА».
- Дом № 92 — Гостиница «Забайкалье»
- Дом № 98 — Администрация городского округа г. Чита
- Дом № 100Б — Четвертый арбитражный апелляционный суд
- Дом № 130 — ТЦ «Сувениры»
- Дом № 162 — ЗабКИПКРО